# William McWillie
William McWillie, född 17 november 1795 i nuvarande Kershaw County i South Carolina, död 3 mars 1869 i Madison County i Mississippi, var en amerikansk demokratisk politiker. Han var ledamot av USA:s representanthus 1849–1851 och Mississippis guvernör 1857–1859.
McWillie deltog i 1812 års krig, utexaminerades 1817 från South Carolina College (nuvarande namn University of South Carolina), studerade juridik och inledde 1818 sin karriär som advokat i South Carolina. Han var ledamot av South Carolinas senat 1835–1836. År 1845 flyttade han till Mississippi där han var verksam som plantageägare.
McWillie efterträdde 1849 Patrick W. Tompkins som kongressledamot och efterträddes 1851 av John D. Freeman. År 1857 efterträdde han John J. McRae som Mississippis guvernör och efterträddes 1859 av John J. Pettus.
McWillie avled 1869 och gravsattes på Kirwood Cemetery i Madison County i Mississippi.